# دورون جنسن
دورون جنسن (بالإنجليزية: Doron Jensen)‏ هو صاحب مطعم أمريكي، ولد في 1 سبتمبر 1958 في دوبوك في الولايات المتحدة.